# Ï
Ï (minuscolo ï) è un simbolo utilizzato in diverse lingue scritte nell'alfabeto latino; può essere letto come "lettera I con dieresi".
Nelle lingue afrikaans, catalana, francese, galiziana, gallese, olandese e sami meridionale, il grafo ï è usato quando in una parola la i segue un'altra vocale e indica uno iato nella pronuncia di tale parola. Un esempio è fornito dalla parola francese maïs ("mais") dove le due vocali sono pronunciate separatamente, al contrario di quanto accade solitamente; senza la dieresi la parola sarebbe stata mais ("ma").

La ï è anche utilizzata ad esempio nell'olandese e nell'afrikaans Oekraïne ("Ucraina") e nei neologismi in altre lingue derivati dal francese naïf (italiano naïf/naïveté, inglese naïve/naïvety).

La ï è anche usata nella trascrizione delle lingue amazzoniche per rappresentare la vocale centrale chiusa non arrotondata (IPA /ɨ/) e nella traslitterazione dell'alfabeto Fuþark antico per rappresentare la runa eihwaz.